# NBA Playoffs 1959
Gli NBA Playoffs 1959 si conclusero con la vittoria dei Boston Celtics (campioni della Eastern Division) che sconfissero i campioni della Western Division, i Minneapolis Lakers.

## Squadre qualificate

### Eastern Division
1. Boston Celtics
2. N.Y. Knicks
3. Syracuse Nationals

### Western Division
1. St. Louis Hawks
2. Minneapolis Lakers
3. Detroit Pistons

## Tabellone
|  | Semifinali di Division | Semifinali di Division | Semifinali di Division |                    |                    | Finali di Division | Finali di Division | Finali di Division |  |  | Finali NBA | Finali NBA | Finali NBA |  |
|  |                        |                        |                        |                    |                    |                    |                    |                    |  |  |            |            |            |  |
|  |                        |                        |                        |                    |                    | 1                  | St. Louis Hawks *  | 2                  |  |  |            |            |            |  |
|  |                        |                        |                        |                    |                    | 1                  | St. Louis Hawks *  | 2                  |  |  |            |            |            |  |
|  |                        |                        | 2                      | Minneapolis Lakers | 4                  |                    |                    |                    |  |  |            |            |            |  |
|  | 3                      | Detroit Pistons        | 2                      | Minneapolis Lakers | 4                  | 1                  |                    |                    |  |  |            |            |            |  |
|  | 3                      | Detroit Pistons        |                        |                    |                    |                    |                    |                    |  |  |            |            |            |  |
|  | 2                      | Minneapolis Lakers     | 2                      |                    |                    |                    |                    |                    |  |  |            |            |            |  |
|  | 2                      | Minneapolis Lakers     | 2                      |                    | Minneapolis Lakers | Minneapolis Lakers | 0                  |                    |  |  |            |            |            |  |
|  |                        |                        |                        |                    |                    |                    |                    |                    |  |  |            |            |            |  |
|  |                        |                        | Boston Celtics *       | Boston Celtics *   | 4                  |                    |                    |                    |  |  |            |            |            |  |
|  |                        |                        |                        | Boston Celtics *   | 4                  |                    |                    |                    |  |  |            |            |            |  |
|  |                        |                        |                        |                    |                    |                    |                    |                    |  |  |            |            |            |  |
|  |                        |                        |                        |                    |                    |                    |                    |                    |  |  |            |            |            |  |
|  |                        | 1                      | Boston Celtics *       | 4                  |                    |                    |                    |                    |  |  |            |            |            |  |
|  |                        |                        |                        | 4                  |                    |                    |                    |                    |  |  |            |            |            |  |
|  |                        |                        | 3                      | Syracuse Nationals | 3                  |                    |                    |                    |  |  |            |            |            |  |
|  | 3                      | Syracuse Nationals     | 3                      | Syracuse Nationals | 3                  | 2                  |                    |                    |  |  |            |            |            |  |
|  | 3                      | Syracuse Nationals     |                        |                    |                    |                    |                    |                    |  |  |            |            |            |  |
|  | 2                      | N.Y. Knicks            | 0                      |                    |                    |                    |                    |                    |  |  |            |            |            |  |

Legenda
- * Vincitore Division
- "Grassetto" Vincitore serie
- "Corsivo" Squadra con fattore campo

## Eastern Division

### Semifinali

#### (2) New York Knicks - (3) Syracuse Nationals
RISULTATO FINALE: 0-2
| New York 13 marzo 1959 Gara 1                                                | N.Y. Knicks | 123 – 129 (29-36, 27-31, 38-40, 29-22) referto | Syracuse Nationals | Madison Square Garden III |
| R. Guerin 24 Punti D. Schayes 35 C. Tyra 17 Rimbalzi D. Schayes , R. Kerr 14 |             |                                                |                    |                           |
|                                                                              |             |                                                |                    |                           |
| R. Guerin 24                                                                 | Punti       | D. Schayes 35                                  |                    |                           |
| C. Tyra 17                                                                   | Rimbalzi    | D. Schayes, R. Kerr 14                         |                    |                           |

| Syracuse 15 marzo 1959 Gara 2                                          | Syracuse Nationals | 131 – 115 (26-27, 37-25, 29-25, 39-38) referto | N.Y. Knicks | Onondaga War Memorial |
| R. Kerr 34 Punti W. Naulls 26 L. Costello 7 Assist R. Kerr 18 Rimbalzi |                    |                                                |             |                       |
|                                                                        |                    |                                                |             |                       |
| R. Kerr 34                                                             | Punti              | W. Naulls 26                                   |             |                       |
| L. Costello 7                                                          | Assist             |                                                |             |                       |
| R. Kerr 18                                                             | Rimbalzi           |                                                |             |                       |

PRECEDENTI IN REGULAR SEASON
| Regular Season 1958-59 | N.Y. Knicks | 9 – 3 | Syracuse Nationals | Referto 1 - Referto 2 - Referto 3 - Referto 4, Referto 5 - Referto 6, Referto 7 - Referto 8 - Referto 9 - Referto 10 - Referto 11 - Referto 12 |
| Syracuse Nationals 92 New York Knicks 114 New York Knicks 108 Syracuse Nationals 102 New York Knicks 118 Syracuse Nationals 118 Syracuse Nationals 117 New York Knicks 115 Syracuse Nationals 98 Syracuse Nationals 113 Syracuse Nationals 140 New York Knicks 120 Punti 96 New York Knicks 99 Syracuse Nationals 94 Syracuse Nationals 106 New York Knicks 108 Syracuse Nationals 120 New York Knicks 119 New York Knicks 114 Syracuse Nationals 111 New York Knicks 104 New York Knicks 115 New York Knicks 127 Syracuse Nationals |             | |                    | |
| |             | |                    | |
| Syracuse Nationals 92 New York Knicks 114 New York Knicks 108 Syracuse Nationals 102 New York Knicks 118 Syracuse Nationals 118 Syracuse Nationals 117 New York Knicks 115 Syracuse Nationals 98 Syracuse Nationals 113 Syracuse Nationals 140 New York Knicks 120 | Punti       | 96 New York Knicks 99 Syracuse Nationals 94 Syracuse Nationals 106 New York Knicks 108 Syracuse Nationals 120 New York Knicks 119 New York Knicks 114 Syracuse Nationals 111 New York Knicks 104 New York Knicks 115 New York Knicks 127 Syracuse Nationals |                    | |

PRECEDENTI NEI PLAYOFF
|  | N.Y. Knicks (1951, 1952) | 2 – 2 | Syracuse Nationals (1950, 1954) |  |

### Finale

#### (1) Boston Celtics - (3) Syracuse Nationals
RISULTATO FINALE: 4-3
| Boston 18 marzo 1959 Gara 1                                                                           | Boston Celtics | 131 – 109 (27-17, 42-38, 29-26, 33-28) referto | Syracuse Nationals | Boston Garden |
| T. Heinsohn 28 Punti G. Yardley 30 B. Cousy 15 Assist H. Greer 4 B. Russell 32 Rimbalzi G. Yardley 17 |                |                                                |                    |               |
| |                |                                                |                    |               |
| T. Heinsohn 28                                                                                        | Punti          | G. Yardley 30                                  |                    |               |
| B. Cousy 15                                                                                           | Assist         | H. Greer 4                                     |                    |               |
| B. Russell 32                                                                                         | Rimbalzi       | G. Yardley 17                                  |                    |               |

| Syracuse 21 marzo 1959 Gara 2                                                                              | Syracuse Nationals | 120 – 118 (28-25, 29-35, 35-31, 28-27) referto | Boston Celtics | Onondaga War Memorial |
| D. Schayes 34 Punti B. Cousy 27 R. Kerr 6 Assist B. Cousy 9 D. Schayes , R. Kerr 17 Rimbalzi B. Russell 19 |                    |                                                |                |                       |
| |                    |                                                |                |                       |
| D. Schayes 34                                                                                              | Punti              | B. Cousy 27                                    |                |                       |
| R. Kerr 6                                                                                                  | Assist             | B. Cousy 9                                     |                |                       |
| D. Schayes, R. Kerr 17                                                                                     | Rimbalzi           | B. Russell 19                                  |                |                       |

| Boston 22 marzo 1959 Gara 3                                                                           | Boston Celtics | 133 – 111 (31-27, 34-18, 37-33, 31-33) referto | Syracuse Nationals | Boston Garden |
| F. Ramsey 24 Punti D. Schayes 21 B. Cousy 8 Assist A. Bianchi 6 B. Russell 27 Rimbalzi C. Dierking 11 |                |                                                |                    |               |
| |                |                                                |                    |               |
| F. Ramsey 24                                                                                          | Punti          | D. Schayes 21                                  |                    |               |
| B. Cousy 8                                                                                            | Assist         | A. Bianchi 6                                   |                    |               |
| B. Russell 27                                                                                         | Rimbalzi       | C. Dierking 11                                 |                    |               |

| Syracuse 25 marzo 1959 Gara 4                                                                         | Syracuse Nationals | 119 – 107 (22-21, 40-32, 27-30, 30-24) referto | Boston Celtics | Onondaga War Memorial |
| D. Schayes 28 Punti F. Ramsey 29 L. Costello 5 Assist B. Cousy 8 D. Schayes 18 Rimbalzi B. Russell 21 |                    |                                                |                |                       |
| |                    |                                                |                |                       |
| D. Schayes 28                                                                                         | Punti              | F. Ramsey 29                                   |                |                       |
| L. Costello 5                                                                                         | Assist             | B. Cousy 8                                     |                |                       |
| D. Schayes 18                                                                                         | Rimbalzi           | B. Russell 21                                  |                |                       |

| Boston 28 marzo 1959 Gara 5                                                                                             | Boston Celtics | 129 – 108 (35-32, 28-27, 30-26, 36-23) referto | Syracuse Nationals | Boston Garden |
| B. Cousy 27 Punti G. Yardley 23 B. Cousy 9 Assist D. Schayes , R. Kerr 7 B. Russell 32 Rimbalzi D. Schayes , R. Kerr 11 |                |                                                |                    |               |
| |                |                                                |                    |               |
| B. Cousy 27 | Punti          | G. Yardley 23                                  |                    |               |
| B. Cousy 9 | Assist         | D. Schayes, R. Kerr 7                          |                    |               |
| B. Russell 32 | Rimbalzi       | D. Schayes, R. Kerr 11                         |                    |               |

| Syracuse 29 marzo 1959 Gara 6                                                                          | Syracuse Nationals | 133 – 121 (29-28, 38-30, 32-31, 34-32) referto | Boston Celtics | Onondaga War Memorial |
| D. Schayes 39 Punti F. Ramsey 26 L. Costello 11 Assist B. Cousy 9 D. Schayes 12 Rimbalzi B. Russell 24 |                    |                                                |                |                       |
| |                    |                                                |                |                       |
| D. Schayes 39                                                                                          | Punti              | F. Ramsey 26                                   |                |                       |
| L. Costello 11                                                                                         | Assist             | B. Cousy 9                                     |                |                       |
| D. Schayes 12                                                                                          | Rimbalzi           | B. Russell 24                                  |                |                       |

| Boston 1 aprile 1959 Gara 7                                                                                         | Boston Celtics | 130 – 125 (26-32, 34-36, 35-26, 35-31) referto | Syracuse Nationals | Boston Garden |
| F. Ramsey 28 Punti D. Schayes 35 B. Cousy 10 Assist D. Schayes , L. Costello 9 B. Russell 32 Rimbalzi D. Schayes 16 |                |                                                |                    |               |
| |                |                                                |                    |               |
| F. Ramsey 28 | Punti          | D. Schayes 35                                  |                    |               |
| B. Cousy 10 | Assist         | D. Schayes, L. Costello 9                      |                    |               |
| B. Russell 32 | Rimbalzi       | D. Schayes 16                                  |                    |               |

PRECEDENTI IN REGULAR SEASON
| Regular Season 1958-59 | Boston Celtics | 7 – 5 | Syracuse Nationals | Referto 1 - Referto 2 - Referto 3 - Referto 4, Referto 5 - Referto 6, Referto 7 - Referto 8 - Referto 9 - Referto 10 - Referto 11 - Referto 12 |
| Syracuse Nationals 115 Syracuse Nationals 114 Boston Celtics 92 Syracuse Nationals 108 Syracuse Nationals 104 Boston Celtics 107 Syracuse Nationals 134 (1 t.s.) Boston Celtics 139 Boston Celtics 124 Syracuse Nationals 113 Boston Celtics 120 Syracuse Nationals 142 Punti 117 Boston Celtics 116 Boston Celtics 101 Syracuse Nationals 104 Boston Celtics 108 Boston Celtics 105 Syracuse Nationals 112 Boston Celtics 137 Syracuse Nationals 121 Syracuse Nationals 105 Boston Celtics 114 Syracuse Nationals 118 Boston Celtics |                | |                    | |
| |                | |                    | |
| Syracuse Nationals 115 Syracuse Nationals 114 Boston Celtics 92 Syracuse Nationals 108 Syracuse Nationals 104 Boston Celtics 107 Syracuse Nationals 134 (1 t.s.) Boston Celtics 139 Boston Celtics 124 Syracuse Nationals 113 Boston Celtics 120 Syracuse Nationals 142 | Punti          | 117 Boston Celtics 116 Boston Celtics 101 Syracuse Nationals 104 Boston Celtics 108 Boston Celtics 105 Syracuse Nationals 112 Boston Celtics 137 Syracuse Nationals 121 Syracuse Nationals 105 Boston Celtics 114 Syracuse Nationals 118 Boston Celtics |                    | |

PRECEDENTI NEI PLAYOFF
|  | Boston Celtics (1953, 1957) | 2 – 4 | Syracuse Nationals (1954, 1954, 1955, 1956) |  |

## Western Division

### Semifinali

#### (2) Minneapolis Lakers - (3) Detroit Pistons
RISULTATO FINALE: 2-1
| Minneapolis 14 marzo 1959 Gara 1 | Minneapolis Lakers | 92 – 89 (26-23, 19-15, 23-29, 24-22) referto | Detroit Pistons | Minneapolis Auditorium |
| L. Foust 17 Punti P. Jordon 22   |                    |                                              |                 |                        |
|                                  |                    |                                              |                 |                        |
| L. Foust 17                      | Punti              | P. Jordon 22                                 |                 |                        |

| Detroit 15 marzo 1959 Gara 2                                    | Detroit Pistons | 117 – 103 (32-21, 20-19, 40-31, 25-32) referto | Minneapolis Lakers | Detroit Olympia |
| G. Shue 32 Punti E. Baylor 26 W. Dukes 17 Rimbalzi E. Baylor 16 |                 |                                                |                    |                 |
|                                                                 |                 |                                                |                    |                 |
| G. Shue 32                                                      | Punti           | E. Baylor 26                                   |                    |                 |
| W. Dukes 17                                                     | Rimbalzi        | E. Baylor 16                                   |                    |                 |

| Minneapolis 18 marzo 1959 Gara 3                    | Minneapolis Lakers | 129 – 102 (25-28, 31-26, 33-26, 40-22) referto | Detroit Pistons | Minneapolis Auditorium |
| E. Baylor 30 Punti G. Shue 31 E. Baylor 16 Rimbalzi |                    |                                                |                 |                        |
|                                                     |                    |                                                |                 |                        |
| E. Baylor 30                                        | Punti              | G. Shue 31                                     |                 |                        |
| E. Baylor 16                                        | Rimbalzi           |                                                |                 |                        |

PRECEDENTI IN REGULAR SEASON
| Regular Season 1958-59 | Minneapolis Lakers | 8 – 4 | Detroit Pistons | Referto 1 - Referto 2 - Referto 3 - Referto 4, Referto 5 - Referto 6, Referto 7 - Referto 8 - Referto 9 - Referto 10 - Referto 11 - Referto 12 |
| Minneapolis Lakers 108 Minneapolis Lakers 110 Minneapolis Lakers 109 Detroit Pistons 90 Minneapolis Lakers 113 Minneapolis Lakers 97 Minneapolis Lakers 88 Detroit Pistons 103 Detroit Pistons 90 Minneapolis Lakers 105 Detroit Pistons 98 Minneapolis Lakers 118 Punti 100 Detroit Pistons 119 Detroit Pistons 124 Detroit Pistons 98 Minneapolis Lakers 104 Detroit Pistons 98 Detroit Pistons (1 t.s.) 86 Detroit Pistons 115 Minneapolis Lakers 97 Minneapolis Lakers 95 Detroit Pistons 99 Minneapolis Lakers 123 Detroit Pistons |                    | |                 | |
| |                    | |                 | |
| Minneapolis Lakers 108 Minneapolis Lakers 110 Minneapolis Lakers 109 Detroit Pistons 90 Minneapolis Lakers 113 Minneapolis Lakers 97 Minneapolis Lakers 88 Detroit Pistons 103 Detroit Pistons 90 Minneapolis Lakers 105 Detroit Pistons 98 Minneapolis Lakers 118 | Punti              | 100 Detroit Pistons 119 Detroit Pistons 124 Detroit Pistons 98 Minneapolis Lakers 104 Detroit Pistons 98 Detroit Pistons (1 t.s.) 86 Detroit Pistons 115 Minneapolis Lakers 97 Minneapolis Lakers 95 Detroit Pistons 99 Minneapolis Lakers 123 Detroit Pistons |                 | |

PRECEDENTI NEI PLAYOFF
|  | Minneapolis Lakers (1950, 1953, 1954, 1957) | 4 – 1 | Detroit Pistons (1955) |  |

### Finale

#### (1) St. Louis Hawks - (2) Minneapolis Lakers
RISULTATO FINALE: 2-4
| Saint Louis 21 marzo 1959 Gara 1                                        | St. Louis Hawks | 124 – 90 (27-20, 30-18, 30-30, 37-22) referto | Minneapolis Lakers | Kiel Auditorium |
| C. Hagan 40 Punti E. Baylor 21 S. Martin 2 Assist B. Pettit 11 Rimbalzi |                 |                                               |                    |                 |
|                                                                         |                 |                                               |                    |                 |
| C. Hagan 40                                                             | Punti           | E. Baylor 21                                  |                    |                 |
| S. Martin 2                                                             | Assist          |                                               |                    |                 |
| B. Pettit 11                                                            | Rimbalzi        |                                               |                    |                 |

| Arbitri: | Mendy Rudolph Arnie Heft |

|              |          |             |
| E. Baylor 33 | Punti    | C. Hagan 27 |
| E. Baylor 6  | Assist   |             |
| E. Baylor 15 | Rimbalzi | B. Pettit 7 |

| Arbitri: | Sid Borgia Jim Duffy |

|              |          |                          |
| B. Pettit 39 | Punti    | E. Baylor, E. Fleming 15 |
| C. Hagan 18  | Rimbalzi | E. Baylor 8              |

| Arbitri: | Sid Borgia Jim Duffy |

|              |          |             |
| E. Baylor 32 | Punti    | C. Hagan 38 |
| E. Baylor 12 | Rimbalzi | C. Hagan 14 |

| Saint Louis 28 marzo 1959 Gara 5                                   | St. Louis Hawks | 97 – 98 (d.1t.s.) (23-31, 25-18, 25-22, 17-19) (7-8) referto | Minneapolis Lakers | Kiel Auditorium |
| B. Pettit 36 Punti E. Baylor 36 B. Pettit 23 Rimbalzi E. Baylor 15 |                 |                                                              |                    |                 |
|                                                                    |                 |                                                              |                    |                 |
| B. Pettit 36                                                       | Punti           | E. Baylor 36                                                 |                    |                 |
| B. Pettit 23                                                       | Rimbalzi        | E. Baylor 15                                                 |                    |                 |

| Arbitri: | Mendy Rudolph Arnie Heft |

|              |          |                  |
| E. Baylor 33 | Punti    | B. Pettit 24     |
| B. Ellis 15  | Rimbalzi | C. Lovellette 15 |

PRECEDENTI IN REGULAR SEASON
| Regular Season 1958-59 | St. Louis Hawks | 8 – 4 | Minneapolis Lakers | Referto 1 - Referto 2 - Referto 3 - Referto 4, Referto 5 - Referto 6, Referto 7 - Referto 8 - Referto 9 - Referto 10 - Referto 11 - Referto 12 |
| Minneapolis Lakers 100 St. Louis Hawks 101 St. Louis Hawks 114 Minneapolis Lakers 95 Minneapolis Lakers 78 Minneapolis Lakers 95 St. Louis Hawks 110 Minneapolis Lakers 96 St. Louis Hawks 139 Minneapolis Lakers 109 St. Louis Hawks 120 Minneapolis Lakers 120 Punti 112 St. Louis Hawks 108 Minneapolis Lakers 109 Minneapolis Lakers 112 St. Louis Hawks 89 St. Louis Hawks 93 St. Louis Hawks 95 Minneapolis Lakers 120 St. Louis Hawks 96 Minneapolis Lakers 98 St. Louis Hawks 106 Minneapolis Lakers 104 St. Louis Hawks |                 | |                    | |
| |                 | |                    | |
| Minneapolis Lakers 100 St. Louis Hawks 101 St. Louis Hawks 114 Minneapolis Lakers 95 Minneapolis Lakers 78 Minneapolis Lakers 95 St. Louis Hawks 110 Minneapolis Lakers 96 St. Louis Hawks 139 Minneapolis Lakers 109 St. Louis Hawks 120 Minneapolis Lakers 120 | Punti           | 112 St. Louis Hawks 108 Minneapolis Lakers 109 Minneapolis Lakers 112 St. Louis Hawks 89 St. Louis Hawks 93 St. Louis Hawks 95 Minneapolis Lakers 120 St. Louis Hawks 96 Minneapolis Lakers 98 St. Louis Hawks 106 Minneapolis Lakers 104 St. Louis Hawks |                    | |

PRECEDENTI NEI PLAYOFF
|  | St. Louis Hawks (1956, 1957) | 2 – 0 | Minneapolis Lakers |  |

## NBA Finals 1959

### Boston Celtics - Minneapolis Lakers
RISULTATO FINALE
|  | Boston Celtics | 4 – 0 | Minneapolis Lakers |  |

PRECEDENTI IN REGULAR SEASON
| Regular Season 1958-59 | Boston Celtics | 9 – 0 | Minneapolis Lakers | Referto 1 - Referto 2 - Referto 3 - Referto 4, Referto 5 - Referto 6, Referto 7 - Referto 8 - Referto 9 |
| (1 t.s.) Boston Celtics 116 Minneapolis Lakers 104 Minneapolis Lakers 99 Minneapolis Lakers 94 Boston Celtics 118 Minneapolis Lakers 106 Minneapolis Lakers 108 Boston Celtics 173 Minneapolis Lakers 112 Punti 113 Minneapolis Lakers 123 Boston Celtics 107 Boston Celtics 112 Boston Celtics 106 Minneapolis Lakers 109 Boston Celtics (1 t.s.) 117 Boston Celtics 139 Minneapolis Lakers 119 Boston Celtics |                | |                    | |
| |                | |                    | |
| (1 t.s.) Boston Celtics 116 Minneapolis Lakers 104 Minneapolis Lakers 99 Minneapolis Lakers 94 Boston Celtics 118 Minneapolis Lakers 106 Minneapolis Lakers 108 Boston Celtics 173 Minneapolis Lakers 112 | Punti          | 113 Minneapolis Lakers 123 Boston Celtics 107 Boston Celtics 112 Boston Celtics 106 Minneapolis Lakers 109 Boston Celtics (1 t.s.) 117 Boston Celtics 139 Minneapolis Lakers 119 Boston Celtics |                    | |

PRECEDENTI NEI PLAYOFF

Si è trattata della prima sfida tra le due squadre ai playoff.

#### Roster
| \| Pos. \| Num. \| Naz. \| Nome \| Altezza \| Peso \| Data nascita \| Provenienza \| \| ---- \| ----- \| ---- \| ----------------- \| ------- \| ------ \| ------------ \| ---------------------- \| \| A/C \| 17 \| \| Conley, Gene \| 203 cm \| 102 kg \| 10-11-1930 \| Washington State \| \| G \| 14 \| \| Cousy, Bob \| 185 cm \| 79 kg \| 09-08-1928 \| Holy Cross \| \| A/C \| 15 \| \| Heinsohn, Tom \| 201 cm \| 99 kg \| 26-08-1934 \| Holy Cross \| \| G \| 25-27 \| \| Jones, K.C. \| 185 cm \| 91 kg \| 25-05-1932 \| San Francisco \| \| G/AP \| 24 \| \| Jones, Sam \| 193 cm \| 90 kg \| 24-06-1933 \| North Carolina Central \| \| A \| 18 \| \| Loscutoff, Jim \| 196 cm \| 100 kg \| 04-02-1930 \| Oregon \| \| G/AP \| 23 \| \| Ramsey, Frank \| 191 cm \| 86 kg \| 13-07-1931 \| Kentucky \| \| C \| 19 \| \| Risen, Arnie \| 206 cm \| 91 kg \| 09-10-1924 \| Ohio State \| \| C \| 6 \| \| Russell, Bill \| 206 cm \| 98 kg \| 12-02-1934 \| San Francisco \| \| G \| 21 \| \| Sharman, Bill \| 185 cm \| 79 kg \| 25-05-1926 \| Southern California \| \| A \| 16 \| \| Swain, Ben \| 203 cm \| 100 kg \| 16-12-1933 \| Texas Southern \| \| A \| 20 \| \| Tsioropoulos, Lou \| 196 cm \| 86 kg \| 31-08-1930 \| Kentucky \| | Allenatore - Red Auerbach Assistente/i - Buddy LeRoux Legenda - (C) Capitano - (FA) Free agent - (S) Sospeso - (TW) Contratto Two-way - (GL) Assegnato a squadra G League affiliata - Infortunato Roster • Transazioni · Ultima transazione: 31 marzo 1959 |                        |                   |         |        |              |                        |
| Pos. | Num. | Naz.                   | Nome              | Altezza | Peso   | Data nascita | Provenienza            |
| A/C | 17 | Stati Uniti (bandiera) | Conley, Gene      | 203 cm  | 102 kg | 10-11-1930   | Washington State       |
| G | 14 | Stati Uniti (bandiera) | Cousy, Bob        | 185 cm  | 79 kg  | 09-08-1928   | Holy Cross             |
| A/C | 15 | Stati Uniti (bandiera) | Heinsohn, Tom     | 201 cm  | 99 kg  | 26-08-1934   | Holy Cross             |
| G | 25-27 | Stati Uniti (bandiera) | Jones, K.C.       | 185 cm  | 91 kg  | 25-05-1932   | San Francisco          |
| G/AP | 24 | Stati Uniti (bandiera) | Jones, Sam        | 193 cm  | 90 kg  | 24-06-1933   | North Carolina Central |
| A | 18 | Stati Uniti (bandiera) | Loscutoff, Jim    | 196 cm  | 100 kg | 04-02-1930   | Oregon                 |
| G/AP | 23 | Stati Uniti (bandiera) | Ramsey, Frank     | 191 cm  | 86 kg  | 13-07-1931   | Kentucky               |
| C | 19 | Stati Uniti (bandiera) | Risen, Arnie      | 206 cm  | 91 kg  | 09-10-1924   | Ohio State             |
| C | 6 | Stati Uniti (bandiera) | Russell, Bill     | 206 cm  | 98 kg  | 12-02-1934   | San Francisco          |
| G | 21 | Stati Uniti (bandiera) | Sharman, Bill     | 185 cm  | 79 kg  | 25-05-1926   | Southern California    |
| A | 16 | Stati Uniti (bandiera) | Swain, Ben        | 203 cm  | 100 kg | 16-12-1933   | Texas Southern         |
| A | 20 | Stati Uniti (bandiera) | Tsioropoulos, Lou | 196 cm  | 86 kg  | 31-08-1930   | Kentucky               |

| \| Pos. \| Num. \| Naz. \| Nome \| Altezza \| Peso \| Data nascita \| Provenienza \| \| ---- \| ----- \| ---- \| --------------- \| ------- \| ------ \| ------------ \| ------------------ \| \| A \| 22 \| \| Baylor, Elgin \| 196 cm \| 102 kg \| 16-09-1934 \| Seattle \| \| A \| 45261 \| \| Ellis, Boo \| 196 cm \| 84 kg \| 11-02-1936 \| Niagara \| \| G/AP \| 50 \| \| Fleming, Ed \| 191 cm \| 86 kg \| 25-07-1933 \| Niagara \| \| A/C \| 14 \| \| Foust, Larry \| 206 cm \| 98 kg \| 24-06-1928 \| La Salle \| \| G/AP \| 16 \| \| Garmaker, Dick \| 191 cm \| 91 kg \| 29-10-1932 \| Minnesota \| \| A/C \| 30 \| \| Hamilton, Steve \| 198 cm \| 86 kg \| 30-11-1935 \| Morehead State \| \| G \| 33 \| \| Hundley, Rod \| 193 cm \| 84 kg \| 26-10-1934 \| West Virginia \| \| A/C \| 32 \| \| Krebs, Jim \| 203 cm \| 104 kg \| 08-09-1935 \| Southern Methodist \| \| A \| 21 \| \| Leonard, Slick \| 191 cm \| 84 kg \| 17-07-1932 \| Indiana \| \| A/C \| 19 \| \| Mikkelsen, Vern \| 201 cm \| 104 kg \| 21-10-1928 \| Hamline \| | Allenatore - John Kundla Legenda - (C) Capitano - (FA) Free agent - (S) Sospeso - (TW) Contratto Two-way - (GL) Assegnato a squadra G League affiliata - Infortunato Roster • Transazioni · Ultima transazione: 31 marzo 1959 |                        |                 |         |        |              |                    |
| Pos. | Num. | Naz.                   | Nome            | Altezza | Peso   | Data nascita | Provenienza        |
| A | 22 | Stati Uniti (bandiera) | Baylor, Elgin   | 196 cm  | 102 kg | 16-09-1934   | Seattle            |
| A | 45261 | Stati Uniti (bandiera) | Ellis, Boo      | 196 cm  | 84 kg  | 11-02-1936   | Niagara            |
| G/AP | 50 | Stati Uniti (bandiera) | Fleming, Ed     | 191 cm  | 86 kg  | 25-07-1933   | Niagara            |
| A/C | 14 | Stati Uniti (bandiera) | Foust, Larry    | 206 cm  | 98 kg  | 24-06-1928   | La Salle           |
| G/AP | 16 | Stati Uniti (bandiera) | Garmaker, Dick  | 191 cm  | 91 kg  | 29-10-1932   | Minnesota          |
| A/C | 30 | Stati Uniti (bandiera) | Hamilton, Steve | 198 cm  | 86 kg  | 30-11-1935   | Morehead State     |
| G | 33 | Stati Uniti (bandiera) | Hundley, Rod    | 193 cm  | 84 kg  | 26-10-1934   | West Virginia      |
| A/C | 32 | Stati Uniti (bandiera) | Krebs, Jim      | 203 cm  | 104 kg | 08-09-1935   | Southern Methodist |
| A | 21 | Stati Uniti (bandiera) | Leonard, Slick  | 191 cm  | 84 kg  | 17-07-1932   | Indiana            |
| A/C | 19 | Stati Uniti (bandiera) | Mikkelsen, Vern | 201 cm  | 104 kg | 21-10-1928   | Hamline            |

#### Risultati
| Arbitri: | Arnie Heft Mendy Rudolph |

|                                                                                           |            |                                                                             |
| F. Ramsey 29                                                                              | Punti      | E. Baylor 34                                                                |
| B. Russell, T. Heinsohn 7                                                                 | Assist     | S. Leonard 7                                                                |
| B. Russell 28                                                                             | Rimbalzi   | L. Foust 19                                                                 |
| Conley, Cousy, Heinsohn, K.C. Jones, S. Jones, Loscutoff, Ramsey, Russell, Sharman, Swain | Formazioni | Baylor, Ellis, Fleming, Foust, Garmaker, Hundley, Krebs, Leonard, Mikkelsen |

| Arbitri: | Sid Borgia Jim Duffy |

|                                                                               |            |                                                                                       |
| B. Sharman 28                                                                 | Punti      | V. Mikkelsen 24                                                                       |
| B. Cousy 15                                                                   | Assist     | S. Leonard 12                                                                         |
| B. Russell 30                                                                 | Rimbalzi   | S. Hamilton 13                                                                        |
| Conley, Cousy, Heinsohn, S. Jones, Loscutoff, Ramsey, Russell, Sharman, Swain | Formazioni | Baylor, Ellis, Fleming, Foust, Garmaker, Hamilton, Hundley, Krebs, Leonard, Mikkelsen |

| Arbitri: | Sid Borgia Jim Duffy |

|                                                                                       |            |                                                                        |
| L. Foust 26                                                                           | Punti      | T. Heinsohn 26                                                         |
| S. Leonard 8                                                                          | Assist     | B. Cousy 19                                                            |
| L. Foust 22                                                                           | Rimbalzi   | B. Russell 30                                                          |
| Baylor, Ellis, Fleming, Foust, Garmaker, Hamilton, Hundley, Krebs, Leonard, Mikkelsen | Formazioni | Conley, Cousy, Heinsohn, S. Jones, Loscutoff, Ramsey, Russell, Sharman |

| Arbitri: | Arnie Heft Mendy Rudolph |

|                                                                                       |            |                                                                                    |
| E. Baylor 30                                                                          | Punti      | B. Sharman 29                                                                      |
| S. Leonard 9                                                                          | Assist     | B. Cousy 11                                                                        |
| E. Baylor 14                                                                          | Rimbalzi   | B. Russell 9                                                                       |
| Baylor, Ellis, Fleming, Foust, Garmaker, Hamilton, Hundley, Krebs, Leonard, Mikkelsen | Formazioni | Conley, Cousy, Heinsohn, K.C. Jones, S. Jones, Loscutoff, Ramsey, Russell, Sharman |

| Campione NBA 1959        |
| ------------------------ |
| Boston Celtics 2º titolo |

#### Hall of famer
| NBA Finals | Atleta         | Squadra            | Anno      |                      |
| ---------- | -------------- | ------------------ | --------- | -------------------- |
| Giocatore  | Bob Cousy      | Boston Celtics     | 1971      | Giocatore            |
| Giocatore  | Tom Heinsohn   | Boston Celtics     | 1986 2015 | Giocatore Allenatore |
| Giocatore  | K.C. Jones     | Boston Celtics     | 1989      | Giocatore            |
| Giocatore  | Sam Jones      | Boston Celtics     | 1984      | Giocatore            |
| Giocatore  | Frank Ramsey   | Boston Celtics     | 1982      | Giocatore            |
| Giocatore  | Bill Russell   | Boston Celtics     | 1975 2021 | Giocatore Allenatore |
| Giocatore  | Bill Sharman   | Boston Celtics     | 1976 2004 | Giocatore Allenatore |
| Allenatore | Red Auerbach   | Boston Celtics     | 1969      | Allenatore           |
| Giocatore  | Vern Mikkelsen | Minneapolis Lakers | 1995      | Giocatore            |
| Giocatore  | Elgin Baylor   | Minneapolis Lakers | 1977      | Giocatore            |
| Allenatore | John Kundla    | Minneapolis Lakers | 1995      | Allenatore           |

## Squadra vincitrice
| N° | Naz.                   | Ruolo | Sportivo         |  | Alt. |  |
| -- | ---------------------- | ----- | ---------------- |  | ---- |  |
| 6  | Stati Uniti (bandiera) | C     | Bill Russell     |  | 208  |  |
| 14 | Stati Uniti (bandiera) | P     | Bob Cousy        |  | 185  |  |
| 15 | Stati Uniti (bandiera) | AG    | Tom Heinsohn     |  | 201  |  |
| 16 | Stati Uniti (bandiera) | AG    | Bennie Swain     |  | 203  |  |
| 17 | Stati Uniti (bandiera) | C     | Gene Conley      |  | 205  |  |
| 18 | Stati Uniti (bandiera) | AP    | Jim Loscutoff    |  | 196  |  |
| 21 | Stati Uniti (bandiera) | G     | Bill Sharman     |  | 185  |  |
| 23 | Stati Uniti (bandiera) | G     | Frank Ramsey     |  | 191  |  |
| 24 | Stati Uniti (bandiera) | G     | Sam Jones        |  | 193  |  |
| 25 | Stati Uniti (bandiera) | G     | K.C. Jones       |  | 185  |  |
| 29 | Stati Uniti (bandiera) | AP    | Lou Tsioropoulos |  | 196  |  |
|    | Stati Uniti (bandiera) | All.  | Red Auerbach     |  |      |  |

## Statistiche
Aggiornate al 5 agosto 2021.
| Categoria | Giocatore    | Squadra         | Media | PG |
| --------- | ------------ | --------------- | ----- | -- |
| Punti     | Cliff Hagan  | St. Louis Hawks | 28,5  | 6  |
| Rimbalzi  | Bill Russell | Boston Celtics  | 27,7  | 11 |
| Assist    | Bob Cousy    | Boston Celtics  | 10,8  | 11 |